# PLDN
PLDN‏ (Biogenesis of lysosomal organelles complex 1 subunit 6) هوَ بروتين يُشَفر بواسطة جين PLDN في الإنسان.